# Ola Kamara
Ola Williams Kamara (Oslo, 15 ottobre 1989) è un calciatore norvegese di origini sierraleonesi, attaccante svincolato.

## Biografia
Ha origini sierraleonesi.

## Carriera

### Club

#### Stabæk e Hønefoss
Kamara ha iniziato la carriera nel Frigg, squadra di Oslo. Successivamente è passato allo Stabæk, squadra con cui ha esordito nell'Eliteserien. Il 1º ottobre 2006, infatti, ha sostituito Somen Tchoyi a pochi minuti dalla fine dell'incontro con il Lillestrøm, conclusosi con un pareggio per 2-2. Ha giocato poi altre 2 gare per lo Stabæk, prima di essere ceduto in prestito all'Hønefoss, nella 1. divisjon. Qui ha debuttato nella sconfitta per 4-1 in casa del Sogndal, subentrando a Stian Rasch, in data 28 maggio 2007. Il 20 giugno dello stesso anno è stato impiegato da titolare per la prima volta, nel successo casalingo per 2-1 sul Mandalskameratene. Il 22 luglio ha giocato l'ultima gara per l'Hønefoss, nella sconfitta per 3-0 contro il Kongsvinger. È poi tornato allo Stabæk, dove è stato schierato in altre 3 partite nell'Eliteserien 2008, stagione in cui la sua squadra si è aggiudicata la vittoria finale del titolo.

#### Strømsgodset
È stato poi ceduto a titolo definitivo allo Strømsgodset. Ha giocato il primo incontro ufficiale con il nuovo club in data 3 maggio 2009, sostituendo Muhamed Keita a partita in corso: il Godset è stato sconfitto 1-0 dal Sandefjord. Il 21 giugno 2009 ha segnato la prima rete per la nuova squadra, siglando il momentaneo pareggio in quello che è stato poi il successo casalingo dello Strømsgodset sul Tromsø per 2-1.

#### L'approdo in Austria e i vari prestiti
Il 20 gennaio 2013, ha firmato un contratto con il Monaco 1860, in prestito dagli austriaci del Ried. Ha esordito in campionato il 4 febbraio, schierato titolare nella sconfitta interna per 0-1 contro il Kaiserslautern. Il 26 luglio 2013, il Ried lo ha ceduto nuovamente in prestito, stavolta allo Strømsgodset. Con 12 reti in 14 partite, ha contribuito alla vittoria del campionato 2013.
Il 27 gennaio 2014, rientrato dal prestito, è stato ingaggiato dall'Austria Vienna. Ha firmato un contratto valido per il successivo anno e mezzo, con opzione per altre due stagioni. Ha esordito con questa maglia il 9 febbraio, sostituendo Philipp Hosiner nella sconfitta per 3-1 in casa del Rapid Vienna. Il 4 maggio è arrivata la prima rete, nella sconfitta per 2-1 contro il Grödig.
Il 28 gennaio 2015 è passato al Molde con la formula del prestito, con il club norvegese che si è riservato un'opzione per l'acquisto a titolo definitivo. Ha esordito in squadra il 7 aprile, schierato titolare nella sconfitta interna per 1-2 contro l'Odd. L'11 aprile ha segnato le prime reti, con una doppietta nel successo per 1-3 maturato sul campo del Bodø/Glimt. Ha chiuso la stagione con 44 presenze e 21 reti, tra tutte le competizioni.

#### Columbus Crew
Il 4 febbraio 2016, gli statunitensi del Columbus Crew hanno comunicato d'aver tesserato Kamara.

#### Los Angeles Galaxy
Il 20 gennaio è passato ai Los Angeles Galaxy nello scambio che ha visto Gyasi Zardes passare ai ‘’Crews’’. Con i losangelini è rimasto per una stagione, nella quale ha segnato 14 reti in 31 incontri di campionato, giocando al fianco di Zlatan Ibrahimović. A fine stagione ha manifestato l'intenzione di proseguire altrove la propria carriera.

#### Shenzhen
Il 27 febbraio è stato reso noto il suo passaggio dai Galaxy ai cinesi dello Shenzhen F.C.. Nella prima parte del campionato ha collezionato 5 presenze, senza mai riuscire ad andare in gol. Nel corso dell'estate è stato ceduto.

#### D.C. United
La poco fortunata parentesi cinese si è conclusa ufficialmente il 7 agosto 2019 con il passaggio al D.C. United, squadra statunitense con cui è tornato a giocare in MLS. Nella restante parte del torneo ha realizzato 3 reti in 5 partite. L'anno seguente il suo rendimento si è abbassato, avendo segnato solo 4 volte in 22 partite, senza neppure un assist all'attivo. Nel 2021, invece, con 19 gol si è laureato capocannoniere della MLS a pari merito con Valentín Castellanos, anche se poi il riconoscimento di MLS Golden Boot è andato a quest'ultimo per via del maggior numero di assist. Nella MLS 2022 è andato in gol in 9 occasioni a fronte di 30 presenze.

#### Häcken
Svincolato, il 23 marzo 2023 è approdato a parametro zero all'Häcken, squadra che l'anno prima aveva sorprendentemente vinto il suo primo titolo di campione di Svezia e che era in cerca di un sostituto dopo la partenza del capocannoniere Alexander Jeremejeff.

#### Vålerenga
Il 20 marzo 2024 è tornato in patria, firmando un contratto annuale con il Vålerenga.

### Nazionale
Con la Norvegia under 17 Kamara ha giocato 7 incontri, segnando anche una rete. Con la Norvegia under 18 le partite giocate sono state 5, a partire dall'esordio contro la Turchia del 24 agosto 2007.
Il 30 settembre 2013 è stato incluso tra i convocati del commissario tecnico Per-Mathias Høgmo in vista delle sfide della Nazionale maggiore contro Slovenia e Islanda. L'11 ottobre è arrivato così il suo debutto, sostituendo Daniel Braaten nella sconfitta per 3-0 contro la formazione slovena.

## Statistiche

### Presenze e reti nei club
Statistiche aggiornate al 28 settembre 2021.
| Stagione              | Club                  | Campionato            | Campionato | Campionato | Coppe nazionali | Coppe nazionali | Coppe nazionali | Coppe continentali | Coppe continentali | Coppe continentali | Supercoppe | Supercoppe | Supercoppe | Totale | Totale |
| Stagione              | Club                  | Comp                  | Pres       | Reti       | Comp            | Pres            | Reti            | Comp               | Pres               | Reti               | Comp       | Pres       | Reti       | Pres   | Reti   |
| --------------------- | --------------------- | --------------------- | ---------- | ---------- | --------------- | --------------- | --------------- | ------------------ | ------------------ | ------------------ | ---------- | ---------- | ---------- | ------ | ------ |
| 2006                  | Stabæk                | ES                    | 3          | 0          | CN              | 0               | 0               | -                  | -                  | -                  | -          | -          | -          | 3      | 0      |
| gen.-giu. 2007        | Stabæk                | ES                    | 0          | 0          | CN              | 1               | 1               | -                  | -                  | -                  | -          | -          | -          | 1      | 1      |
| giu.-dic. 2007        | Hønefoss              | 1D                    | 8          | 0          | CN              | 2               | 0               | -                  | -                  | -                  | -          | -          | -          | 10     | 0      |
| 2008                  | Stabæk                | ES                    | 3          | 0          | CN              | 1               | 0               | CU                 | 0                  | 0                  | -          | -          | -          | 4      | 0      |
| Totale Stabæk         | Totale Stabæk         | Totale Stabæk         | 6          | 0          |                 | 2               | 1               |                    | 0                  | 0                  |            | -          | -          | 8      | 1      |
| 2009                  | Strømsgodset          | ES                    | 15         | 3          | CN              | 2               | 1               | -                  | -                  | -                  | -          | -          | -          | 17     | 4      |
| 2010                  | Strømsgodset          | ES                    | 25         | 7          | CN              | 5               | 2               | -                  | -                  | -                  | -          | -          | -          | 30     | 9      |
| 2011                  | Strømsgodset          | ES                    | 30         | 10         | CN              | 3               | 1               | UEL                | 2                  | 0                  | -          | -          | -          | 35     | 11     |
| 2012                  | Strømsgodset          | ES                    | 30         | 11         | CN              | 4               | 2               | -                  | -                  | -                  | -          | -          | -          | 34     | 13     |
| gen.-giu. 2013        | Monaco 1860           | 2L                    | 10         | 0          | CG              | -               | -               | -                  | -                  | -                  | -          | -          | -          | 10     | 0      |
| lug.-dic. 2013        | Strømsgodset          | ES                    | 14         | 12         | CN              | -               | -               | UEL                | 2                  | 1                  | -          | -          | -          | 16     | 13     |
| Totale Strømsgodset   | Totale Strømsgodset   | Totale Strømsgodset   | 104        | 33         |                 | 14              | 6               |                    | 2                  | 0                  |            | -          | -          | 120    | 39     |
| gen.-giu. 2014        | Austria Vienna        | BL                    | 12         | 1          | CA              | -               | -               | UCL                | -                  | -                  | -          | -          | -          | 12     | 1      |
| 2014-gen. 2015        | Austria Vienna        | BL                    | 11         | 1          | CA              | 0               | 0               | -                  | -                  | -                  | -          | -          | -          | 11     | 1      |
| Totale Austria Vienna | Totale Austria Vienna | Totale Austria Vienna | 23         | 2          |                 | 0               | 0               |                    | -                  | -                  |            | -          | -          | 23     | 2      |
| 2015                  | Molde                 | ES                    | 29         | 14         | CN              | 4               | 2               | UCL+UEL            | 4+7                | 4+1                | -          | -          | -          | 44     | 21     |
| 2016                  | Columbus Crew         | MLS                   | 25         | 16         | USOC            | 1               | 0               | -                  | -                  | -                  | -          | -          | -          | 26     | 16     |
| 2017                  | Columbus Crew         | MLS                   | 37         | 19         | USOC            | 0               | 0               | -                  | -                  | -                  | -          | -          | -          | 37     | 19     |
| Totale Columbus Crew  | Totale Columbus Crew  | Totale Columbus Crew  | 62         | 35         |                 | 1               | 0               |                    | -                  | -                  |            | -          | -          | 63     | 35     |
| 2018                  | L.A. Galaxy           | MLS                   | 31         | 14         | USOC            | 1               | 0               | -                  | -                  | -                  | -          | -          | -          | 32     | 14     |
| 2019                  | Shenzhen              | CSL                   | 5          | 0          | CC              | 1               | 0               | -                  | -                  | -                  | -          | -          | -          | 6      | 0      |
| ago. 2019             | D.C. United           | MLS                   | 6          | 3          | USOC            | 0               | 0               | -                  | -                  | -                  | -          | -          | -          | 6      | 3      |
| 2020                  | D.C. United           | MLS                   | 20         | 4          | -               | -               | -               | -                  | -                  | -                  | -          | -          | -          | 20     | 4      |
| 2021                  | D.C. United           | MLS                   | 20         | 16         | -               | -               | -               | -                  | -                  | -                  | -          | -          | -          | 20     | 16     |
| Totale                | Totale                | Totale                | 326        | 122        |                 | 25              | 9               |                    | 15                 | 6                  |            | -          | -          | 366    | 137    |

### Cronologia presenze e reti in nazionale
| Cronologia completa delle presenze e delle reti in nazionale ― Norvegia | Cronologia completa delle presenze e delle reti in nazionale ― Norvegia | Cronologia completa delle presenze e delle reti in nazionale ― Norvegia | Cronologia completa delle presenze e delle reti in nazionale ― Norvegia | Cronologia completa delle presenze e delle reti in nazionale ― Norvegia | Cronologia completa delle presenze e delle reti in nazionale ― Norvegia | Cronologia completa delle presenze e delle reti in nazionale ― Norvegia | Cronologia completa delle presenze e delle reti in nazionale ― Norvegia |
| Data                                                                    | Città                                                                   | In casa                                                                 | Risultato                                                               | Ospiti                                                                  | Competizione                                                            | Reti                                                                    | Note                                                                    |
| ----------------------------------------------------------------------- | ----------------------------------------------------------------------- | ----------------------------------------------------------------------- | ----------------------------------------------------------------------- | ----------------------------------------------------------------------- | ----------------------------------------------------------------------- | ----------------------------------------------------------------------- | ----------------------------------------------------------------------- |
| 11-10-2013                                                              | Maribor                                                                 | Slovenia                                                                | 3 – 0                                                                   | Norvegia                                                                | Qual. Mondiali 2014                                                     | -                                                                       | 61’                                                                     |
| 15-10-2013                                                              | Oslo                                                                    | Norvegia                                                                | 1 – 1                                                                   | Islanda                                                                 | Qual. Mondiali 2014                                                     | -                                                                       | 56’                                                                     |
| 15-11-2013                                                              | Herning                                                                 | Danimarca                                                               | 2 – 1                                                                   | Norvegia                                                                | Amichevole                                                              | -                                                                       | 74’                                                                     |
| 19-11-2013                                                              | Molde                                                                   | Norvegia                                                                | 0 – 1                                                                   | Scozia                                                                  | Amichevole                                                              | -                                                                       | 46’                                                                     |
| 15-1-2014                                                               | Abu Dhabi                                                               | Moldavia                                                                | 1 – 2                                                                   | Norvegia                                                                | Amichevole                                                              | 1                                                                       | 63’                                                                     |
| 18-1-2014                                                               | Abu Dhabi                                                               | Polonia                                                                 | 3 – 0                                                                   | Norvegia                                                                | Amichevole                                                              | -                                                                       | 46’                                                                     |
| 3-9-2014                                                                | Londra                                                                  | Inghilterra                                                             | 1 – 0                                                                   | Norvegia                                                                | Amichevole                                                              | -                                                                       | 78’                                                                     |
| 11-11-2017                                                              | Skopje                                                                  | Macedonia                                                               | 2 – 0                                                                   | Norvegia                                                                | Amichevole                                                              | -                                                                       | 37’ 79’                                                                 |
| 14-11-2017                                                              | Trnava                                                                  | Slovacchia                                                              | 1 – 0                                                                   | Norvegia                                                                | Amichevole                                                              | -                                                                       | 70’                                                                     |
| 23-3-2018                                                               | Oslo                                                                    | Norvegia                                                                | 4 – 1                                                                   | Australia                                                               | Amichevole                                                              | 3                                                                       |                                                                         |
| 6-6-2018                                                                | Oslo                                                                    | Norvegia                                                                | 1 – 0                                                                   | Panama                                                                  | Amichevole                                                              | -                                                                       | 46’                                                                     |
| 16-11-2018                                                              | Lubiana                                                                 | Slovenia                                                                | 1 – 1                                                                   | Norvegia                                                                | UEFA Nations League 2018-2019 - 1º turno                                | -                                                                       | 75’                                                                     |
| 19-11-2018                                                              | Nicosia                                                                 | Cipro                                                                   | 0 – 2                                                                   | Norvegia                                                                | UEFA Nations League 2018-2019 - 1º turno                                | 2                                                                       | 66’ 90+2’                                                               |
| 23-3-2019                                                               | Valencia                                                                | Spagna                                                                  | 2 – 1                                                                   | Norvegia                                                                | Qual. Euro 2020                                                         | -                                                                       | 77’                                                                     |
| 26-3-2019                                                               | Oslo                                                                    | Norvegia                                                                | 3 – 3                                                                   | Svezia                                                                  | Qual. Euro 2020                                                         | 1                                                                       | 72’                                                                     |
| 7-6-2019                                                                | Oslo                                                                    | Norvegia                                                                | 2 – 2                                                                   | Romania                                                                 | Qual. Euro 2020                                                         | -                                                                       | 84’                                                                     |
| 10-6-2019                                                               | Tórshavn                                                                | Fær Øer                                                                 | 0 – 2                                                                   | Norvegia                                                                | Qual. Euro 2020                                                         | -                                                                       | 58’                                                                     |
| Totale                                                                  |                                                                         | Presenze                                                                | 17                                                                      |                                                                         | Reti                                                                    | 7                                                                       |                                                                         |

## Palmarès

### Club

#### Competizioni nazionali
- Campionato norvegese: 2

Stabæk: 2008
Strømsgodset: 2013
- Coppa di Norvegia: 1

Strømsgodset: 2010
- 1. divisjon: 1

Vålerenga: 2024